# دانيال فارغاس (منافس ألعاب قوى)
دانيال فارغاس (بالإسبانية: Daniel Vargas) هو منافس ألعاب قوى مكسيكي، ولد في 6 مارس 1984 في ليون في المكسيك.

## وصلات خارجية
- دانيال فارغاس على موقع الاتحاد الدولي لألعاب القوى (الإنجليزية)
- دانيال فارغاس على موقع أوليمبيديا (الإنجليزية)